# Sam Marcy
Sam Marcy (Impero russo, 1911 – Manhattan, 1º febbraio 1998) è stato uno scrittore e politico statunitense. Fu un marxista del secondo dopoguerra.
Nel 1959 ha fondato il Workers World Party.
Dopo che la prima copia del giornale di partito fu pubblicata, Marcy ha iniziato ad applicare alle questioni contemporanee le ideologie marxiste.
Molte delle sue opere sono state tradotte in lingue quali il persiano, spagnolo, turco, coreano, francese e tedesco.
Marcy è nato in Russia da genitori ebrei ed emigrò con la famiglia negli stati Uniti d'America in giovane età.
nel 1930 si unì alla lega dei giovani comunisti, movimento giovanile del partito comunista.
La sua organizzazione ha sostenuto molti dei governi socialisti del mondo tra cui Unione Sovietica, Cina e Albania.
I suoi scritti parlano di socialismo e guerra fredda, nei quali si può notare un forte sostegno per il presidente della Repubblica Popolare Cinese Mao Zedong e la sua linea politica.
Marcy fu anche uno degli organizzatori della prima manifestazione contro la guerra del Vietnam.